# Santa Fe del Panadés
Santa Fe del Panadés (oficialmente en catalán: Santa Fe del Penedès) es un municipio y localidad española de la provincia de Barcelona, en la comunidad autónoma de Cataluña. El término municipal, ubicado en la comarca del Alto Panadés, tiene una población de 360 habitantes (INE 2024).

## Geografía

Localización de Santa Fe del Panadés dentro del Alto Panadés

El término municipal de Santa Fe del Panadés es más bien plano, suavemente ondulado, situado en un pequeño tozal a 240 m s. n. m. El punto más alto es el cerro de los Pujols de la Granada (311 m s. n. m.), lugar de concurrencia con los municipios de La Granada y Fontrubí.

## Comunicaciones
- Por carretera:

Carretera C-244 de Villafranca del Panadés a Igualada y desviación en la Granada por una estrecha carretera local (a 5 km de Villafranca del Panadés)
- Con autobús:

Existe una línea de autobús desde Villafranca del Panadés.

## Historia
Hasta la reforma de la nomenclatura municipal de 1916 el municipio se llamaba simplemente Santa Fe. En dicha fecha su nombre fue modificado por el de  Santa Fe del Panadés.

## Símbolos

### Escudo
El escudo de Santa Fe del Panadés es un escudo acantonado, de argén, una rejilla de sable con el mango en la punta; resaltando sobre el todo una palma de sinople en fajo. El escudo está cimbreado por una corona mural de pueblo. La rejilla y la palma son los señales tradicionales del pueblo, y son el atributo de Santa Fe, patrona de la localidad.
Fue aprobado el 11 de mayo de 1994.

### Bandera
La bandera de Santa Fe del Panadés es una bandera apaisada de proporciones dos de alto por tres de largo, de color blanco, con dos franjas horizontales de anchura de 1/9 del alto del trapo, cada una de ellas, situada al mismo eje horizontal del trapo, negra la superior y verde la inferior.
Fue aprobada el 12 de junio de 1995.

## Demografía
Santa Fe del Panadés cuenta con una población de 360 habitantes (INE 2024).
| Gráfica de evolución demográfica de Santa Fe del Panadés entre 1842 y 2021 |
| |
| Población de derecho según los censos de población del INE. Población de hecho según los censos de población del INE.En estos censos se denominaba Santa Fé: 1842, 1857, 1860, 1877, 1887, 1897, 1900 y 1910. En estos censos se denominaba Santa Fé del Panadés: 1920, 1930, 1940, 1950, 1960, 1970 y 1981. |

| 262               | 250 | 232 | 200 | 350 | 408 |
| (Fuente: IDESCAT) |     |     |     |     |     |

1717-1981: población de hecho; 1990-: población de derecho

## Administración y política
| Periodo   | Nombre                                       | Partido            |
| --------- | -------------------------------------------- | ------------------ |
| 2003-2007 | Marcel Surià Raventós                        | CiU                |
| 2007-2011 | Marcel Surià Raventós / Jordi Bosch Morgades | CiU                |
| 2011-2015 | Jordi Rius i Cosialls                        | AiSF               |
| 2015-2019 | Jordi Rius i Cosials                         | AiSF               |
| 2019-2023 | Jordi Bosch Morgades                         | Junts per Santa Fe |